# Halo 4
Halo 4 — компьютерная игра в жанре шутера от первого лица, разработанная компанией 343 Industries для игровой консоли Xbox 360. Это первая игра из Reclaimer Saga — новой истории в серии Halo. Также Halo 4 — первая оригинальная игра 343 Industries в рамках серии Halo. До этого разработкой основной серии занималась компания Bungie, создатель серии.
Игра выпущена во всём мире 6 ноября 2012 года, за исключением Японии, где игра была выпущена 8 ноября. Действие игры начинается через четыре года после событий Halo 3, и отмечена возвращением главного героя серии — Мастера Чифа.
Игрок принимает на себя роль Мастера Чифа, который сражается против новой фракции, отколовшейся от остатков Ковенанта, бывшего военного союза инопланетных рас, и против механических воинов империи Предтеч, известных как Прометеи. В игре представлен широкий выбор оружия, врагов и режимов игры, которых не было в предыдущих играх серии.
Halo 4 заработала и принесла своим разработчикам 220 миллионов долларов в первый день своего выхода. Halo 4 ознаменовала новый рекорд во всей франшизе, заработав 300 миллионов долларов в первую неделю продаж.

## Сюжет
Действие происходит в 2557 году. «Буря» — возглавляемая Элитами фракция, разделявшая идеалы социализма и идеи прежнего Ковенанта — была основана арбитром по имени Джул 'Мдама, который таким образом хотел отомстить людям за то, что те поддержали арбитра Теля’Вадама в ходе гражданской войны элитов, в ходе которой погибла его жена Райя. Вместе с элитами Джул решил отправиться на мир-крепость Реквием, где он хотел попытаться пробудить Дидакта (англ. The Didact, др. «Наставник»), который помог бы Элиту истребить всё человечество. «Буря» развернула свои войска на Реквиеме в июле 2557 года.
Вопреки перемирию, установленному между человечеством и Элитами, члены «Бури» атаковали персонал ККОН, так или иначе попавший на Реквием. Шесть месяцев спустя, войска Бури продолжают сохранять своё присутствие на Реквиеме…
Мастер Чиф провел в криосне больше четырёх лет, у Кортаны за это время прогрессировала цифровая форма шизофрении (средний ИИ сходит с ума за семь лет, после этого их уничтожают, а Кортане уже восемь). Обоих персонажей, со свойственным им везением, занесло в сердце искусственной планеты Реквием. «За 4 года многое могло измениться», — сообщает Кортана.
Там их встретили механические прометейцы во главе с Дидактом, представителем расы Предтеч — той самой, которая построила космические кольца, Ореолы. Выясняется, что Предтечи ранее воевали с людьми, и вообще не имеют с ними ничего общего. Оказывается, человечество уже достигало довольно высокого уровня развития, и Предтечи посчитали их явной угрозой для всего живого. В результате войны человек вновь встал на низший уровень своего развития, когда палки и камни были самым «хорошим» оружием.
Древние покорители космоса — это пятиметровые клыкастые верзилы, которые в незапамятные времена грызлись с людьми за жизненное пространство.
Пробудившийся ото сна Дидакт решает закончить войну между Предтечами и людьми. Для этих целей Прометеец решает использовать «Композитор» — жуткое устройство, которое испепеляет тело живого существа, оцифровывая при этом его разум и превращая его в энергетическую сущность, которую затем можно поместить в механическое тело. Именно так Дидакт создал из своих подчиненных и захваченных людей рыцарей-прометейцев. Дидакт активирует «Композитор» и собирается оцифровать всех жителей Земли и начинает с города Новый Феникс, но Мастеру Чифу в итоге удается сбросить Предтечу в межпространственный разлом.
Несмотря на то, что играть нужно за Чифа, ключевая фигура Halo 4 вовсе не он, а его вечная спутница Кортана. Сценаристам неплохо удалось передать её безумие и жертвенную любовь к подопечному спартанцу. Странный дуэт героев остался украшением сериала.

## Дополнения
Всего запланировано три сборника карт для игры. Выход первого — Crimson Map Pack — вышел 10 декабря. Стоимость составляет 800 Microsoft Points. В комплект входят три карты, а также новый режим Extraction, в котором две команды игроков собирают разбросанные по карте ресурсы.

## Рецензии
| Сводный рейтинг       | Сводный рейтинг     |
| Агрегатор             | Оценка              |
| --------------------- | ------------------- |
| GameRankings          | 87,61 %             |
| Metacritic            | 87/100 (74 reviews) |
| Иноязычные издания    |                     |
| Издание               | Оценка              |
| 1UP.com               | A−                  |
| CVG                   | 8/10                |
| Destructoid           | 10/10               |
| Edge                  | 8/10                |
| Eurogamer             | 8/10                |
| G4                    | 4,5/5               |
| Game Informer         | 9,25/10             |
| GameSpot              | 9,0/10              |
| GamesRadar+           | [ 14 ]              |
| IGN                   | 9,8/10              |
| Joystiq               | [ 16 ]              |
| OXM                   | 9,5/10              |
| Machinima             | 10/10               |
| Русскоязычные издания |                     |
| Издание               | Оценка              |
| Absolute Games        | 78 %                |
| PlayGround.ru         | 7,7/10              |
| «Игромания»           | 7,0/10              |
| «Игры Mail.ru»        | 8,5/10              |

Halo 4 получила преимущественно положительные отзывы с совокупной оценкой веб-сайтов GameRankings и Metacritic в 87,61 % и 87/100, соответственно.

## Продажи
Halo предлагается в виде двух отдельных редакций: Standard и Limited, вторая из них отличается доступом к будущим дополнениям в форме трёх пакетов карт для мультиплеера.
14 июля 2012 года на San Diego Comic-Con International Microsoft анонсировала выпуск специальной версии консоли, выполненную в стиле Halo 4 — Xbox 360 Limited Edition Halo 4, содержащую жёсткий диск на 320 ГБ, два контроллера, игру Halo 4, проводную гарнитуру и доступ к эксклюзивному загружаемому контенту.
Продажи Halo 4 за первый месяц составили 4 миллиона экземпляров. Это позволило довести суммарные продажи всей серии Halo до 50 миллионов.